# Pintura mogol

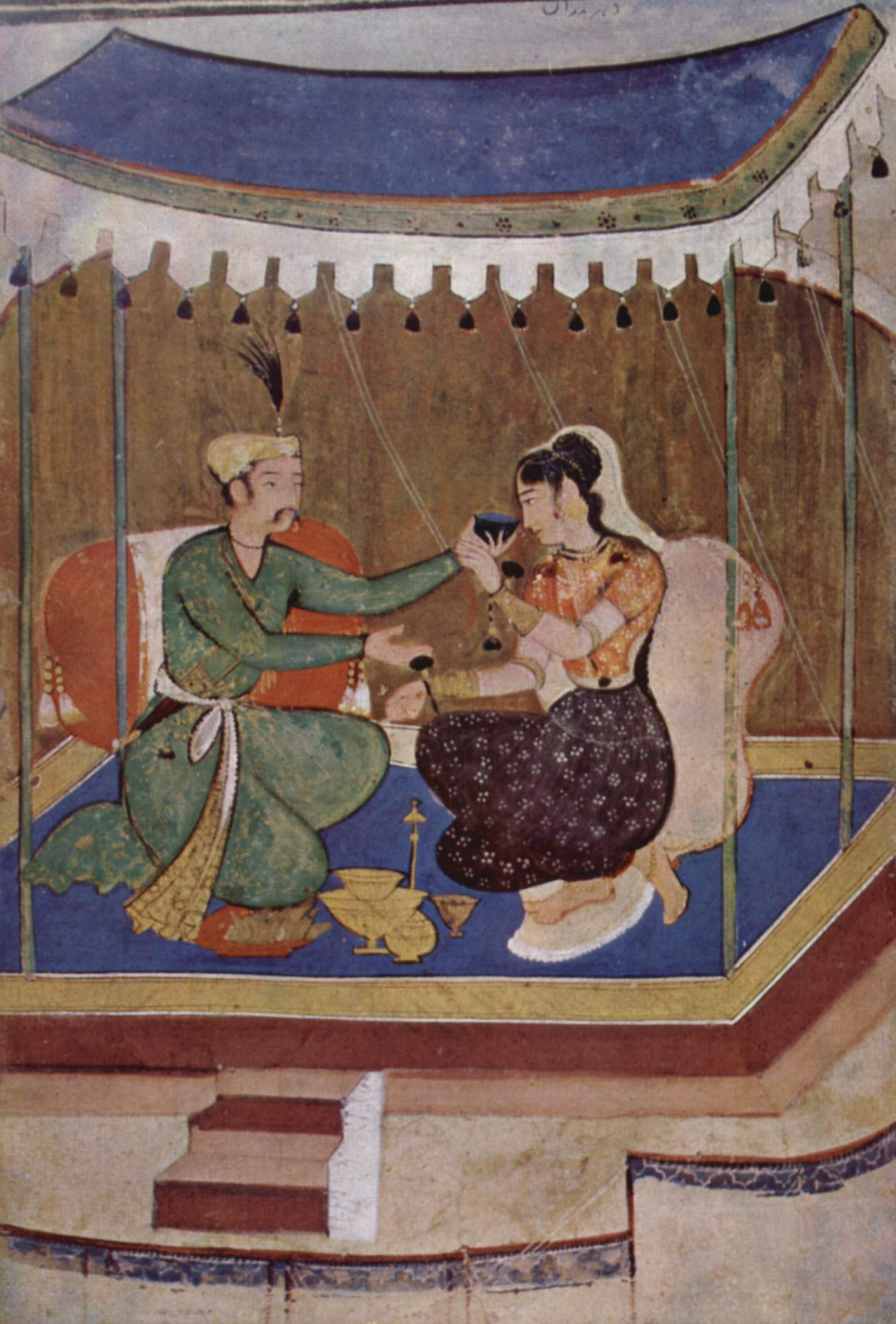
Pintura mogol del.

La pintura mogol es un particular estilo de pintura hindú que se desarrolló durante la época del Imperio Mogol entre los siglos XVI y XIX, estando limitada su aplicación principalmente para miniaturas y libros ilustrados.
En sus fases iniciales la técnica implicaba a un grupo de artistas que se dividían el trabajo de la composición, el coloreado y las labores retratistas de rostros individuales. Posiblemente el primer ejemplo de pintura mogol es el cuento popular ilustrado Tutinama (cuentos de un loro).